# لويس فيراز
لويس فيراز (1 أبريل 1987 في البرتغال - ) هو لاعب كرة قدم برتغالي في مركز الوسط. لعب مع نادي فيزيلا.

## وصلات خارجية
- لويس فيراز على موقع قاعدة بيانات كرة القدم.إي يو (الإنجليزية)